# Chiara Ciardiello
Chiara Ciardiello (Gallarate, 10 giugno 1992) è una cestista italiana.
Alta 161 cm, gioca come Playmaker / guardia nei Giovani Basket Samarate. In precedenza ha giocato a Gallarate.